# Euphorbia decaryi
Euphorbia decaryi är en törelväxtart som beskrevs av André Guillaumin. Euphorbia decaryi ingår i släktet törlar, och familjen törelväxter. IUCN kategoriserar arten globalt som starkt hotad.

## Underarter
Arten delas in i följande underarter:
- E. d. ampanihyensis
- E. d. cap-saintemariensis
- E. d. decaryi
- E. d. robinsonii
- E. d. spirosticha

## Bildgalleri

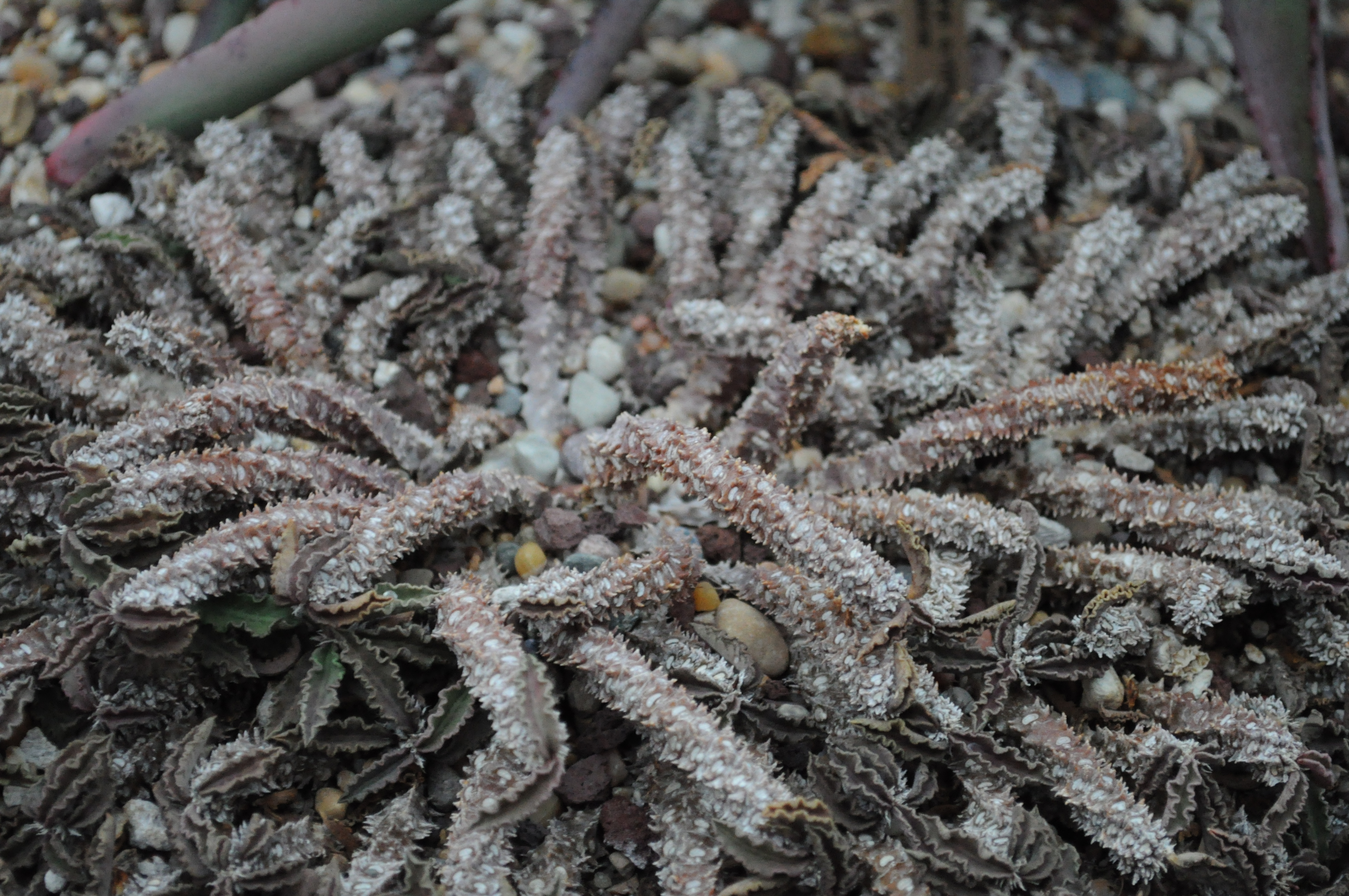
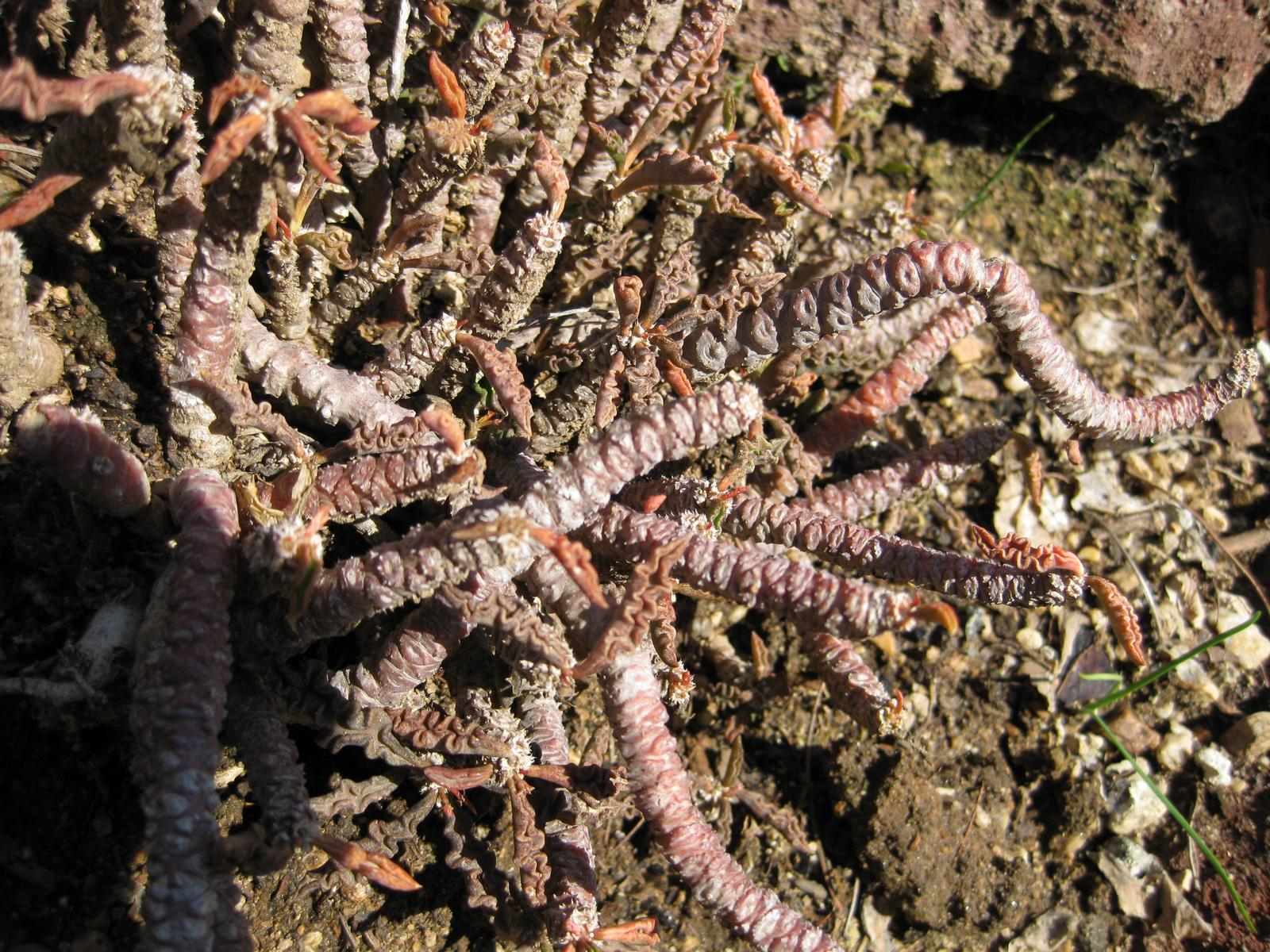
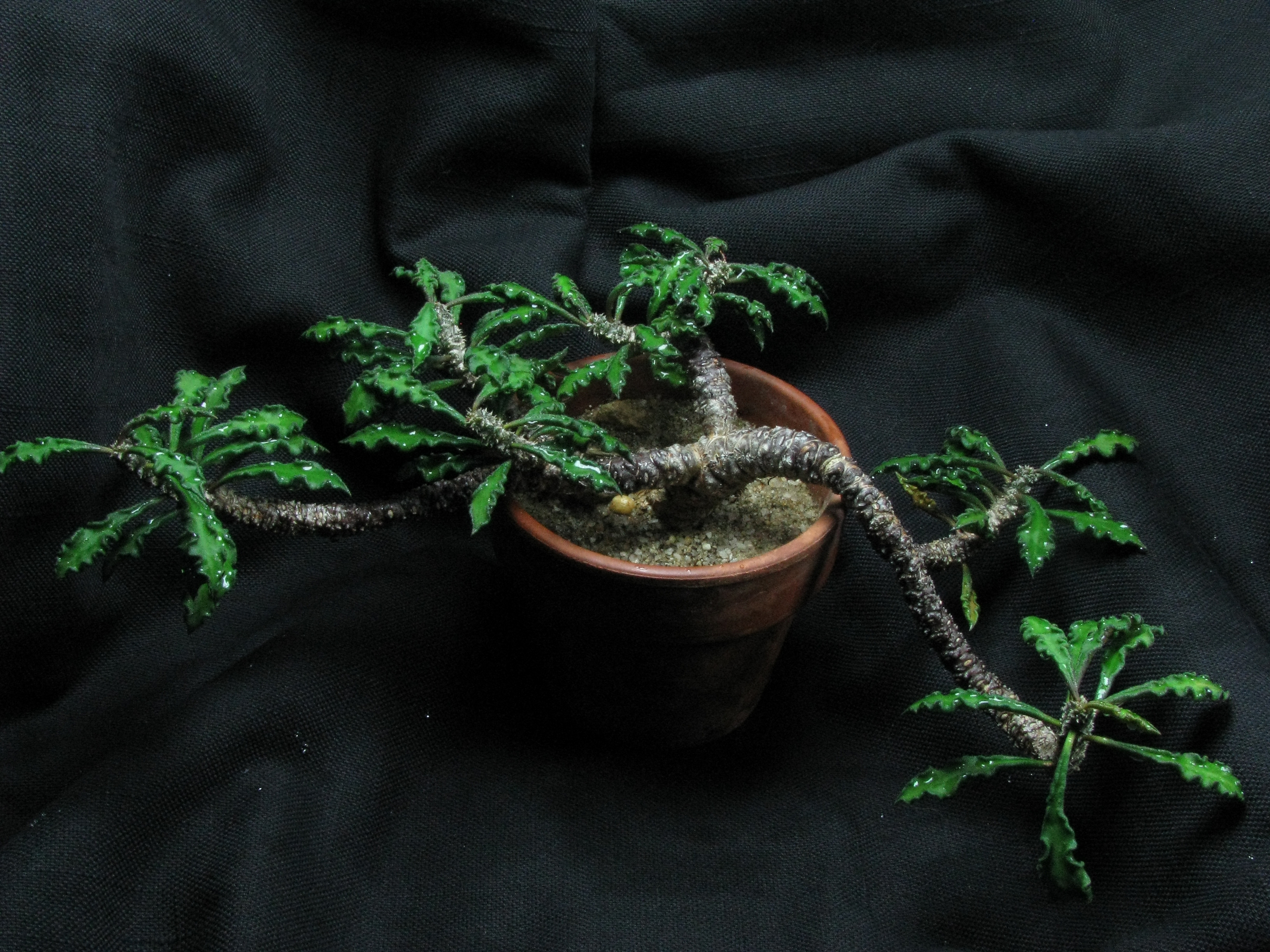
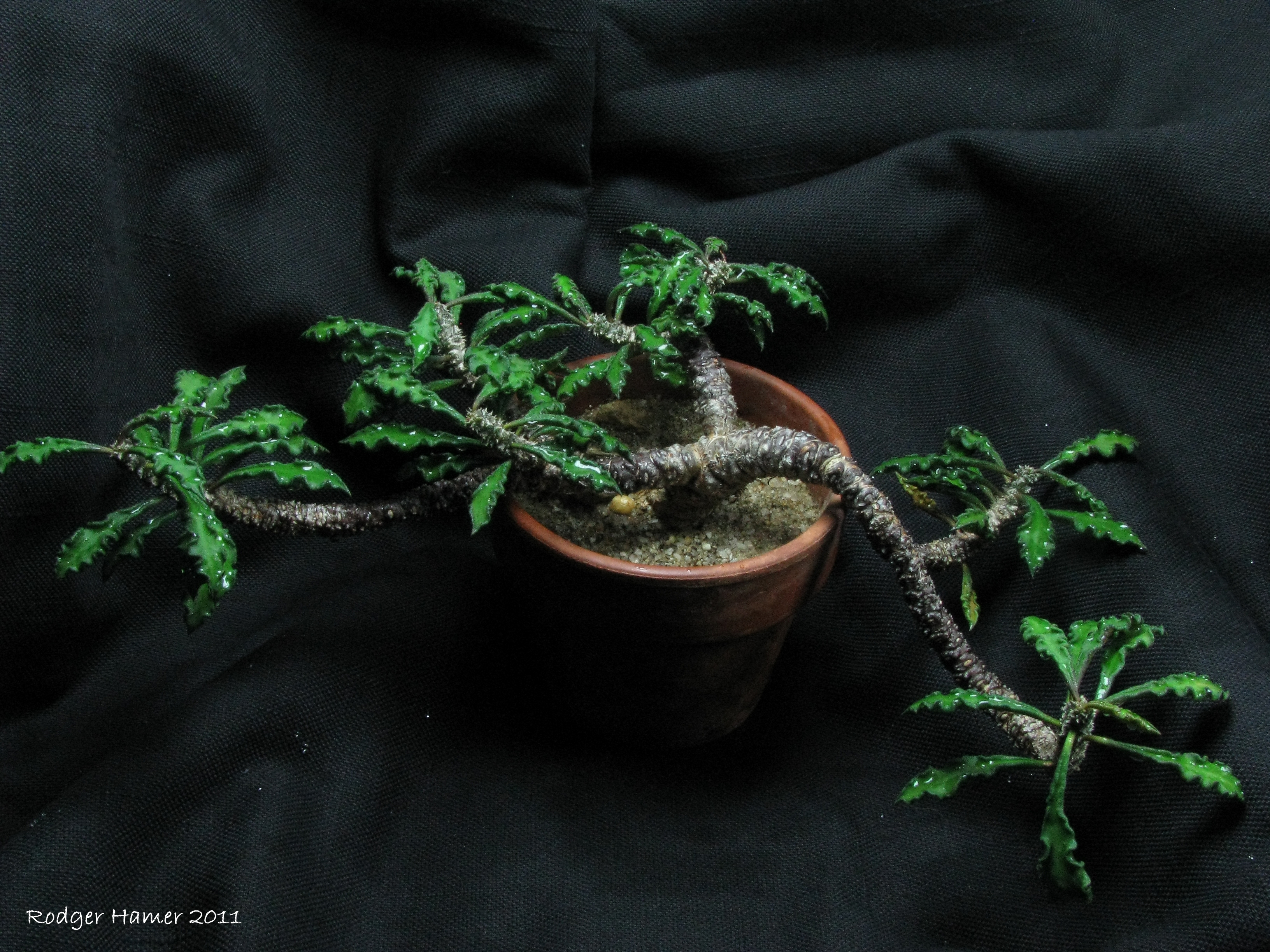